# Scolelepis laciniata
Scolelepis laciniata är en ringmaskart som beskrevs av Eibye-Jacobsen 1997. Scolelepis laciniata ingår i släktet Scolelepis och familjen Spionidae. Inga underarter finns listade i Catalogue of Life.